# Geron bowdeni
Geron bowdeni är en tvåvingeart som beskrevs av Neal L. Evenhuis 1979. Geron bowdeni ingår i släktet Geron och familjen svävflugor. Inga underarter finns listade i Catalogue of Life.